# Эшшольц, Иоганн Фридрих фон
Иога́нн Фри́дрих Густав фон Эшшо́льц (нем. Johann Friedrich Gustav von Eschscholtz; 1793—1831) — российский естествоиспытатель (врач, ботаник, зоолог), путешественник; по происхождению — балтийский немец.

## Биография
Иоганн Фридрих фон Эшшольц родился в 1793 году; был сыном Дерптского нотариуса. В 1812—1815 годах изучал медицину в Дерпте и 7 июля 1815 года получил степень доктора медицины. Затем по приглашению О. Е. Коцебу в качестве врача и естествоиспытателя принял участие в кругосветном плавании на бриге «Рюрик». Во время этого путешествия (1815—1818) Эшшольц вместе с А. Шамиссо собирал коллекции и производил научные наблюдения.
Вернувшись в июле 1818 года из плавания, Эшшольц занялся обработкой собранных материалов, и в декабре того же года был назначен прозектором и экстраординарным профессором анатомии в Дерптском университете; когда из университетского естественно-исторического кабинета были выделены зоологические и палеонтологические объекты и сформирован Зоологический кабинет, с 26 июля 1822 года принял на себя заведование им.
В 1823 году вновь сопровождал Коцебу в кругосветном плавании на шлюпе «Предприятие» и собрал богатые коллекции для Зоологического кабинета, послужившие основой для ряда трудов по систематике и анатомии животных. Собранные во время плаваний материалы по растительному и животному царству были переданы в коллекции Дерптского университета (почти вся энтомологическая коллекция сгорела в 1829 году) и Московского общества испытателей природы.
В августе 1826 года он вновь стал преподавать в Дерптском университете (с 25 декабря 1830 года в должности ординарного профессора). За своё второе кругосветное путешествие он был награждён орденом Св. Владимира 4-й степени.
Умер от тифа 7 (19) мая 1831 года в возрасте 37 лет.

## Названы в честь Эшшольца
- Род растений Эшшольция (Eschscholtzia Cham.) семейства Маковые
- залив в Чукотском море на северо-западном берегу Северной Америки (нем. Eschscholtzbai)
- атолл в группе Маршалловых островов в Тихом океане, открытый Коцебу в 1825 году (также известный как атолл Бикини)[2][3]
- бухта Эшшольца (Чукотское море, залив Коцебу, 66°20′ с.ш., 161°35′ з.д., бухта открыта в 1816 году О. Е. Коцебу, им же присвоено название бухте)[3].
- вид саламандр Ensatina eschscholtzii

## Научные труды
Учёные работы Эшшольца касаются преимущественно систематики и морфологии беспозвоночных животных и природы Коралловых островов:
- Ideen zur Aneinanderreihung der rückgratigen Thiere, auf vergleichende Anatomie gegründet. — Дерпт, 1819 (нем.)
- Beschreibung des innern Skelets einiger Insecten (Gryllotalpa). — Дерпт, 1820  (нем.)
- Entomographien, 1-й выпуск. — Берлин, 1823 (нем.)
- Species insectorum novae descriptae (Carabicini). — Москва, 1823 (лат.)
- Dissertatio de coleopterorum genere Passalus // Mem. Soc. I. Nat. — Moscou, 1829 (лат.)
- Zoologischer Atlas, enthaltend Abbildungen und Beschreibungen neuer Thierarten, waehrend des Flottcapitains von Kotzebue zweiter Reise um die Welt, auf der Russisch — Kaiserlichen Kriegsschlupp Predpriaetie in den Jahren 1823—1826, 5 выпусков с 25 раскрашенными таблицами. — Берлин, 1829—1833 (нем.); 5-й выпуск издан Ратке);
- System der Acalephen. Eine ausführliche Beschreibung aller medusenartigen Strahlthiere, с 16 таблицами. — Берлин, 1829 (нем.)
- Ueberischt der zoologischen Ausbeute. — Berlin: Kotzebue, Reise um die Welt i. d. Jahren 1823, 24, 25 u. 26, Веймар, 1830, приложение) (нем.)
- Beschreibung der Auchinia, einer neuen Gattung der Mollusken. — СПб., 1835 (нем.)